# Anoxia
En medicina, la anoxia es la falta casi total del oxígeno en un tejido. Es un estado en que la cantidad de oxígeno de las células del organismo no es satisfecha. La anoxia puede ser debida a patología pulmonar (anoxia anóxica); a la disminución o alteración de la hemoglobina que impide la fijación del oxígeno en cantidades suficientes (anoxia anémica); a la disminución de la circulación  sanguínea (anoxia isquémica) o a la incapacidad de los tejidos de fijar el oxígeno (anoxia histotóxica).

## Anoxia en la medicina y la fisiología
En la medicina, la anoxia es un nombre poco común para la asfixia; el término médico para la deficiencia de oxígeno es la hipoxia.

## Plantas
En las plantas, es causada por anoxia del suelo o del agua circundante en el caso de las plantas acuáticas. Se dispara, sobre todo en las plantas superiores, la producción de una hormona del estrés, ácido abscísico.